# Arrasando (canción)
«Arrasando» o en inglés, «It's My Party», es una canción interpretada por la cantante mexicana Thalía, lanzada el 18 de agosto de 2000 como el tercer sencillo de difusión de su sexto álbum de estudio del mismo nombre (2000). Thalía la escribió junto con Emilio Estefan, Kike Santander y Lawrence P. Dermer, quienes también participaron en la producción. El tema combina pop, dance y ritmos latinos. La letra aborda la superación personal, el optimismo y el empoderamiento. Su éxito se reflejó en las listas musicales de América Latina, España y Estados Unidos, y se fortaleció con un videoclip vibrante dirigido por Simón Brand. «Arrasando» es considerada una de las canciones más representativas de Thalía por su mensaje positivo y su ritmo pegadizo.

## Letra y antecedentes
La canción, escrita por Thalía junto con Emilio Estefan, Kike Santander y Lawrence P. Dermer, transmite un mensaje de empoderamiento personal celebrando la fuerza, la resiliencia y la capacidad de superar obstáculos.Fusiona géneros como el pop latino y el dance con elementos de música tropical y electrónica. Su ritmo energético y sus vibrantes arreglos destacan el mensaje de autoconfianza, perseverancia y actitud positiva frente a las adversidades. Frases como «voy pisando fuerte», «voy dejando huella», reflejan el espíritu optimista de la canción.
En la letra se mencionan figuras históricas y culturales como los aztecas, símbolo del legado de las civilizaciones prehispánicas; Lady Di, reconocida por su trabajo humanitario y su elegancia; la madre Teresa, figura emblemática de la compasión, entre otros.Estas referencias subrayan la diversidad y el impacto de distintos aspectos de la humanidad, reforzando el mensaje de superación y determinación. «Arrasando» recibió una recepción positiva tanto en el ámbito comercial como en el crítico. El sencillo se convirtió en un éxito en varios países de América Latina y España, consolidando la imagen de Thalía como una figura influyente del pop latino.

## Recepción
La canción también recibió una buena acogida por parte de la crítica. Joey Guerra, de Vibe, describió la canción como «un ritmo vibrante que combina sin esfuerzo los temas de la mujer independiente con la sensualidad propia de Thalía». El sencillo alcanzó el top diez en México y Grecia. La versión en inglés, «It's My Party», registró una audiencia superior a los 3 millones de impresiones entre el 9 y el 22 de abril de 2001, según Broadcast Data Systems (BDS).